# 歐陽忞
欧阳忞（?—?），广陵（今江苏扬州）人。
生平不詳，著有《輿地廣記》，一說是歐陽修从孙，书成於政和中。僅從書序中知其為廣陵人。不過晁公武在《郡斋读书志》中認為無此人，僅為作者之假托。